# Maria Magdalena (film 2000)
Maria Magdalena (wł. Maria Maddalena, także Gli amici di Gesù – Maria Maddalena) – film religijny w koprodukcji niemiecko-włoskiej na podstawie biblijnych Ewangelii, opowiadający o losach jednej z pierwszych chrześcijanek − św. Marii Magdaleny. Film wyreżyserował w 2000 Raffaele Mertes. Autorem scenariusza był Gareth Jones, na podstawie dzieła Gianmario Pagano. Muzykę do obrazu skomponowali Marco Frisina. Film nagrywano w Warzazat w Maroku.
Film został pierwszy raz zaprezentowany przez włoską telewizję Canale 5 24 kwietnia 2000. Obejrzało go wówczas 6,638,000, co stanowiło 30,20% całej widowni, zasiadającej przed telewizorami tego wieczoru. Oprócz prezentacji telewizyjnych film wydany został na płytach DVD w wielu krajach, m.in. we Włoszech przez wydawnictwo San Paolo z komentarzem biblisty z Katolickiego Uniwersytetu Najświętszego Serca w Mediolanie Gianantonio Borgonovo. Zarówno we Włoszech jak i w Niemczech podawano rozbudowany tytuł filmu: Przyjaciele Jezusa − Maria Magdalena.

## Fabuła
Film jest narracją życia jednej z towarzyszących Jezusowi Chrystusowi w czasie jego ziemskiej działalności uczennic, którą według tradycji chrześcijańskiej miał uzdrowić lub nawet egzorcyzmować. Postać ta pojawia się w ewangeliach kanonicznych Nowego Testamentu.
Maria zostaje wydalona z domu przez męża z powodu niemożności posiadania potomstwa. Obrażona zaczyna wieść życie niemoralne, związując się m.in. z rzymskim prefektem Sylwanem. W Tyberiadzie poznaje Salome, córkę Herodiady. Sylwan porzuca ją i po serii nieszczęśliwych wydarzeń Maria postanawia popełnić samobójstwo. Zostaje uratowana przez Chrystusa i jego uczniów. Po powrocie na dwór królewski Maria jest świadkiem opisanego przez synoptyków tańca, po którym poniósł śmierć męczeńską św. Jan Chrzciciel. Zdaniem autorów scenariusza, Maria Magdalena zabiegała o uratowanie Jana. Jest to decydujący moment w jej życiu, w którym podejmuje decyzję, by pójść za Jezusem, by stać się jedną z jego uczennic. Maria obmywa Jezusowi stopy w domu faryzeusza Szymona. Jak sugeruje filmowa narracja, ma to miejsce w Tyberiadzie. Maria powędrowała za swoim Mistrzem do Jerozolimy, gdzie była świadkiem ukrzyżowania na Golgocie. Stała się też pierwszym świadkiem Zmartwychwstania.

## Obsada
- Maria Grazia Cucinotta jako Maria Magdalena
- Danny Quinn jako Jezus Chrystus
- Massimo Ghini jako Witeliusz
- Giuliana de Sio jako Herodiada
- Gottfried John jako Herod Antypas
- Nathalie Caldonazzo jako Zuzanna
- Roberta Armani jako Janina
- Benjamin Sadler jako Jan Chrzciciel
- Thure Riefenstein jako Sylwan
- Ambra Angiolini jako Salome
- Vittorio Amandola jako faryzeusz Szymon
- Imanol Arias jako Amos